# Sticteulima lentiginosa
Sticteulima lentiginosa is een slakkensoort uit de familie van de Eulimidae. De wetenschappelijke naam van de soort is voor het eerst geldig gepubliceerd in 1861 door Adams A..